# Hubert von Herkomer

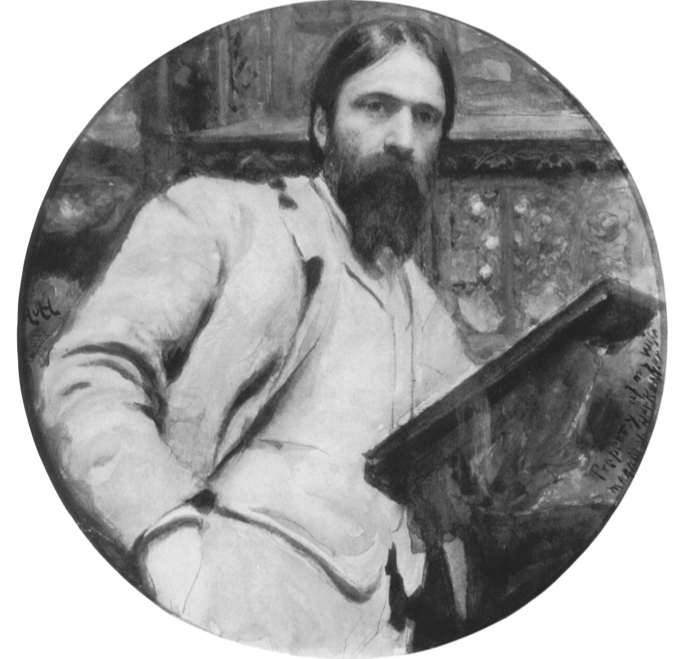
Autoportrait de Hubert Herkomer, v. 1880.

Hubert von Herkomer (26 mai 1849 – 31 mars 1914), est un peintre et graveur bavaro-britannique. Il était aussi sculpteur, musicien, écrivain et un pionnier en tant que réalisateur de films et compositeur. Bien qu'ayant été un remarquable portraitiste, surtout pour hommes, on se souvient de lui principalement pour ses premières œuvres qui dépeignaient de manière très réaliste l'exploitation et les conditions de vie inhumaines des employés paysans et ouvriers de l'époque. Hard Times (1885), montrant la famille d'un laboureur journalier sur le bord de la route est probablement son œuvre la plus connue.

## Biographie
Herbert von Herkomer est né à Waal, en Bavière, dans une famille modeste. Son père, Lorenz Herkomer, était un sculpteur sur bois très talentueux. Sa mère, Josephine Niggi, était douée pour la musique, ce dont hérita son fils. Voulant échapper aux temps durs en Bavière, la famille émigra en 1851 pour s'établir aux États-Unis, à Cleveland en Ohio. Néanmoins, ils n'y rencontrèrent pas le succès escompté et il rentrèrent en 1857 en Europe. Ils s'installèrent à Southampton en Grande-Bretagne. 
Il vécut pendant quelque temps à Southampton et commença son initiation aux arts à l'école locale; il visita la Bavière avec son père en 1865 et étudia pendant une courte période à l'Académie des beaux-arts de Munich. En 1866, il entama des études dans une école plus réputée : le Royal College of Art (RCA). Il y eut comme professeur Luke Fildes (1843–1927). En 1869, il exposa pour la première fois à la Royal Academy. 
La même année, il commença également à travailler en tant qu'artiste pour la revue The Graphic, nouvellement créée. Bientôt l'artiste gagne assez d'argent pour retourner visiter sa Bavière natale avec ses parents. Les paysages rupestres et les scènes de la vie des paysans bavarois deviennent des sujets fréquents dans ses peintures. C'est en 1875, avec sa peinture à l'huile The Last Muster: Chelsea Pensioners in Church, d'après une gravure sur bois de 1871, qu'il a définitivement établi sa position d'artiste réputé à l'Académie. Bien que l'artiste déclarât ne pas être satisfait de son travail, l'œuvre fut exposée à l’exposition universelle de Paris en 1878 où elle reçut la Médaille d'honneur. Le tableau fut vendu en 1909 pour la somme de 3 000 livres sterling lors de la vente de Quilter. 
Herkomer fut élu membre associé de l'Académie en 1879, et académicien en 1890, élu associé de la Royal Watercolour Society en 1893, et membre à part entière en 1894, et membre de la Royal Society of Painter-Printmakers ; en 1885 il est nommé professeur à Oxford Slade, un poste qu'il conserve jusqu'en 1894.

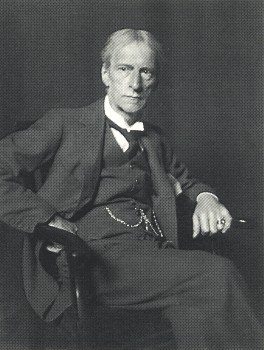
Hubert von Herkomer en 1909.

En 1896, il est anobli par la reine Victoria qui lui confère la Commanderie de l'Ordre Royal de Victoria. En 1899 il reçoit la récompense Pour le Mérite du Kaiser Guillaume II, accolant un von à son patronyme, particule qu'à partir de ce moment, il a toujours conservé.
Il a exposé un grand nombre de portraits et de paysages mémorables, peints à l'huile et à l'aquarelle. Il a obtenu un succès remarqué avec ses gravures sur émail, ses gravures noires et ses dessins illustratifs. Il a exercé une grande influence sur l'éducation artistique, par le biais de l'École Herkomer (Incorporated), à Bushey, qu'il a fondée en 1883 et a dirigée bénévolement jusqu'en 1904, quand il a pris sa retraite. L'école a ensuite été volontairement dissoute. Durant ces 21 ans, l'école a attiré près de 500 artistes, dont la plus fameuse étudiante fut Lucy Kemp-Welch (1869–1958).
Bien qu'il fût un membre éminent de la Royal Academy, Royal Water-Colour Society et des Royal Engravers et bien qu'il fût un familier de la famille royale, Herkomer n'a jamais été totalement accepté par l'establishment britannique. Il a finalement été victime de la détérioration des relations entre la Grande-Bretagne et l'Allemagne, faisant la navette entre les deux pour passer la plupart de ses étés en Bavière.
Herkomer fut marié trois fois. Sa première épouse périt de la tuberculose, la deuxième fut tuée alors qu'elle venait en aide à un enfant victime d'un accident de la route et la troisième lui survécut après sa mort. Il eut deux enfants avec sa première épouse. L'un périt de maladie et le second était mentalement perturbé. Il n'eut aucun enfant avec la seconde. Il eut deux autres enfants avec sa troisième épouse.

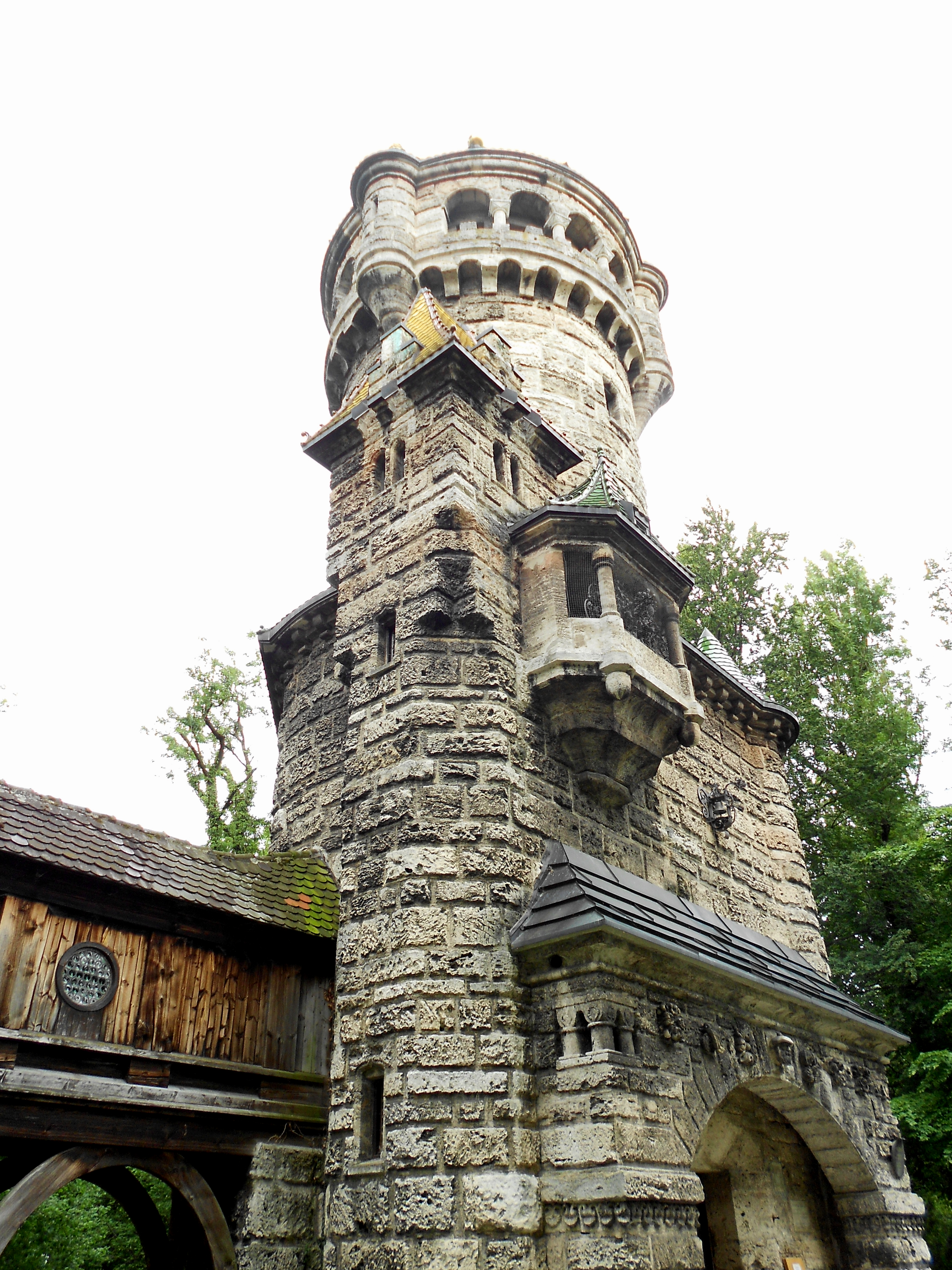
Mutterturm

Herkomer construisit la Mutterturm (tour de la mère) en la mémoire de sa mère, à Landsberg am Lech, en Allemagne. Elle fut achevée en 1887 et servit d'atelier au peintre. Cette tour pittoresque de cinq étages, de style quasi-médiéval, lui a clairement servi d'ébauche pour le manoir de Lululaund qu'il construisit par la suite à Bushey, Hertfordshire. Le nom du manoir est tiré de Lulu Griffith, nom de sa deuxième épouse. Il lui a servi d'atelier, d'école, de théâtre et de studio de cinéma où virent le jour les productions de ses propres pièces et compositions musicales. En l'absence d'héritier et dans un contexte de mauvaises relations entre la Grande Bretagne et l'Allemagne, le bâtiment fut presque entièrement démoli en 1939. La petite partie du manoir qui a survécu fait maintenant partie d'un jardin public de Bushey. 
Quatre de ses œuvres font partie de la galerie Tate: Found (1885), Sir Henry Tate (1897),  Portrait of Lady Tate (1899) et The Council of the Royal Academy (1908). En 1907, l'université d'Oxford lui conféra un diplôme honoris causa en Doctor of Civil Law (DCL). Il fut aussi anobli une seconde fois par le roi en 1908, devenant Sir Hubert von Herkomer.
Herkomer a aussi été un pionnier dans le cinéma. Dans son studio de Lululaund, il a réalisé sept drames joués en costumes historiques et pour lesquels il a composé sa propre musique. Aucun de ces films ne semble avoir été conservé.
En 1905, Herkomer a initié la course automobile Herkomer-Konkurrenz (avec le président de l'Automobile Club de Bavière (BAC), le Pr. Ludwig Poehlmann avec pour premier vainqueur Edgar Ladenburg) ; cette course a été relancée de nos jours (toujours uniquement pour la catégorie tourisme). Lors des trois premières éditions, le vainqueur recevait pour un an un énorme trophée de 40 kilos en argent, conçu par Herkomer. En outre, le portrait du vainqueur était peint par le maître, ce qui était un privilège exceptionnel. Pour la petite histoire, à la suite des pénuries durant la Seconde Guerre mondiale, le trophée a été évidé.
Herkomer est mort à Budleigh Salterton le 31 mars 1914 : il est enterré à l'église Saint James's à Bushey.
Les collections les plus importantes de ses œuvres sont exposées au Herkomer Museum (Landsberg am Lech en Allemagne) et au Bushey Museum (Grande-Bretagne).

## Galerie

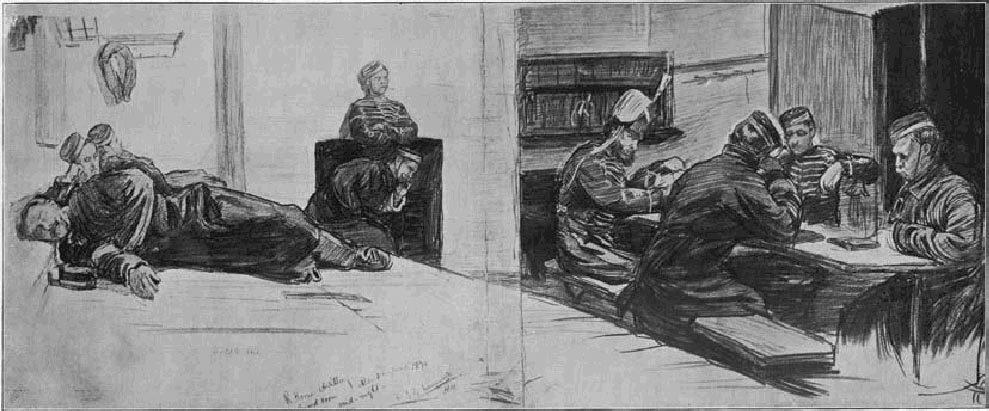
A Guard-Room at Aldershot (1870)
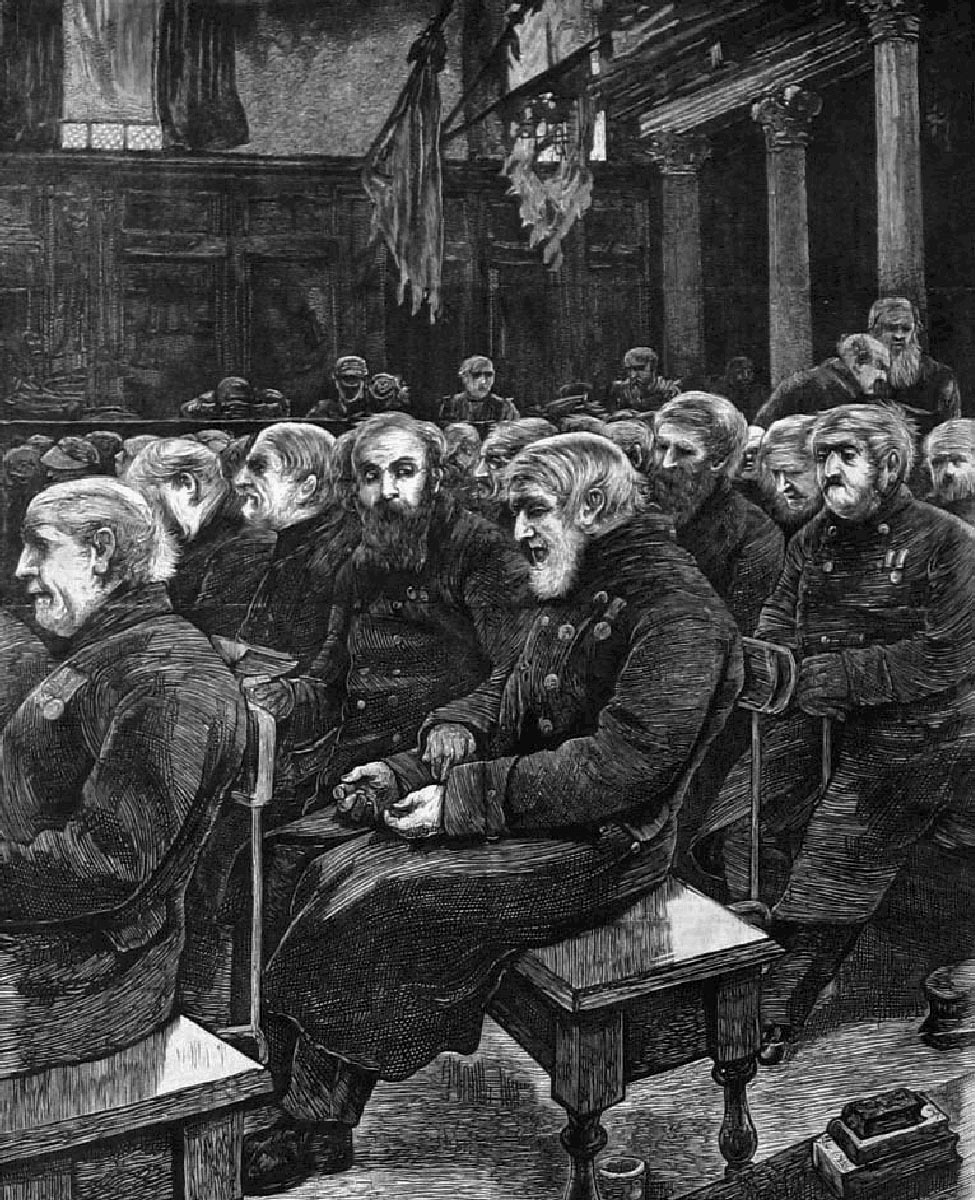
Sunday at the Chelsea Hospital (1871).
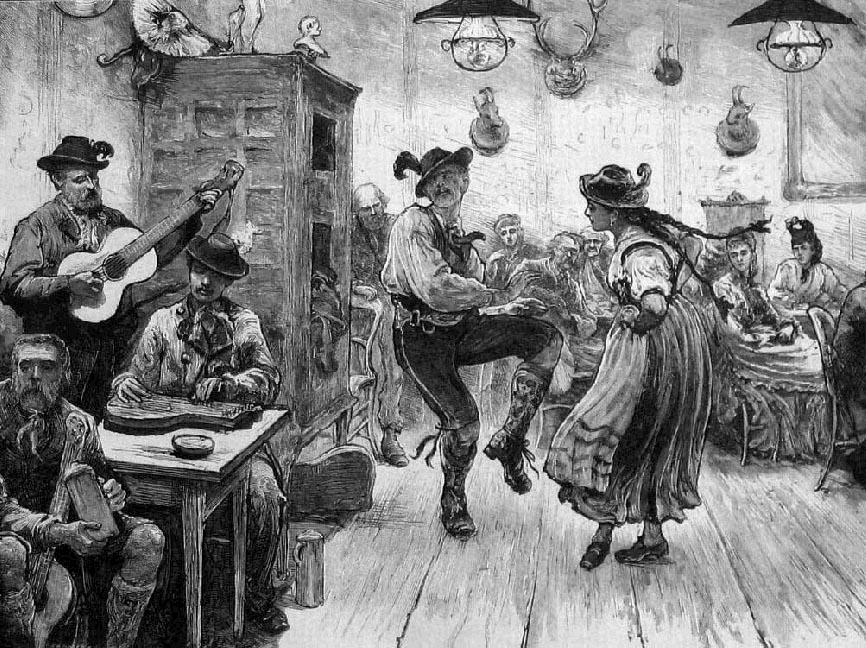
The 'Schuhplattl' Dance (1873)
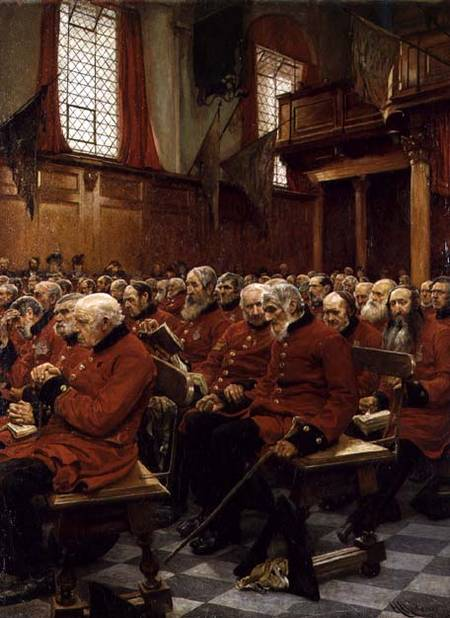
The Last Muster, (1875), son premier succès à la Royal Academy
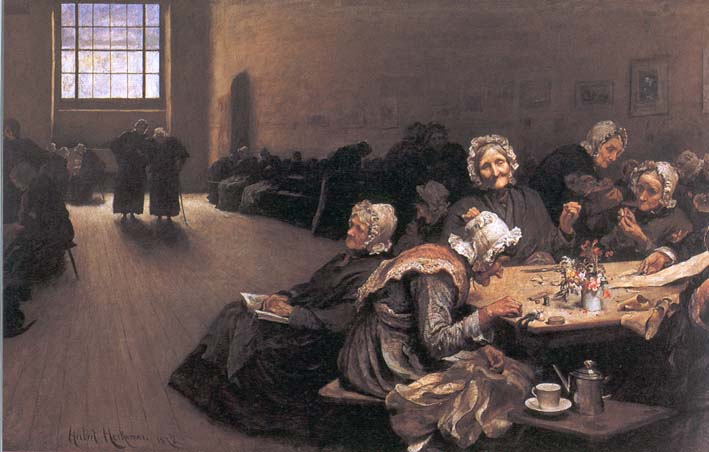
Eventide: A Scene in the Westminster Union (workhouse), (1878)
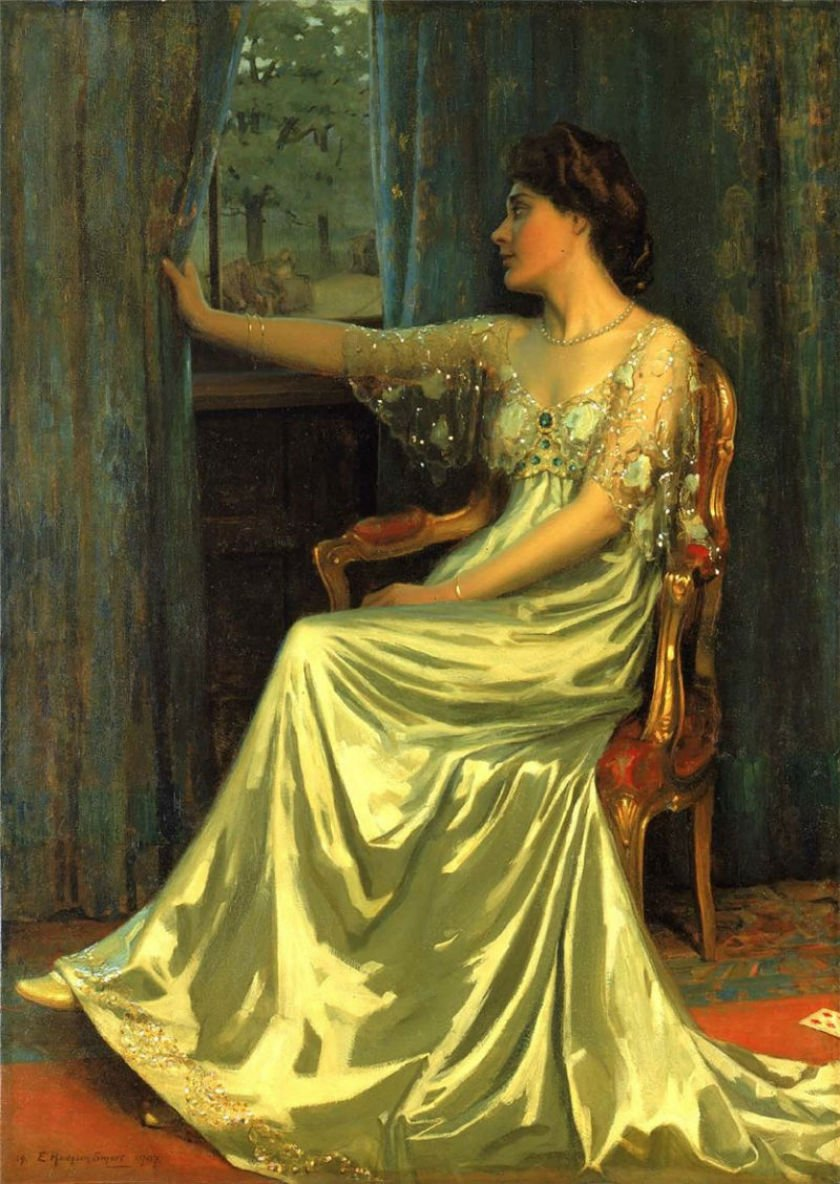
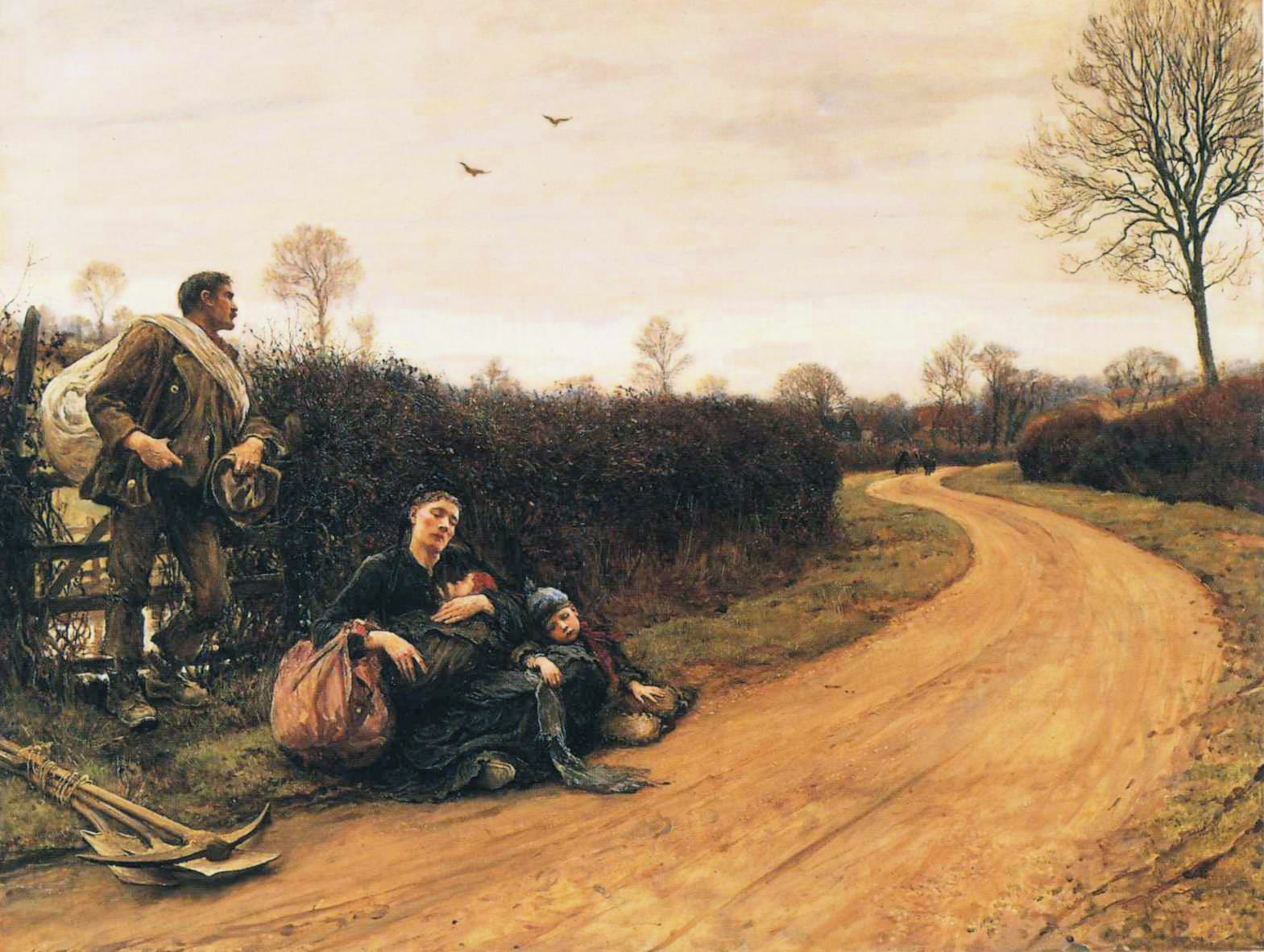
Hard Times (1885).
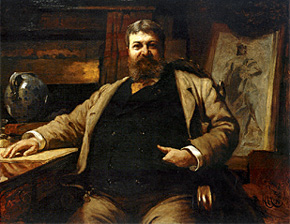
Portrait de Henry Hobson Richardson, (1886)
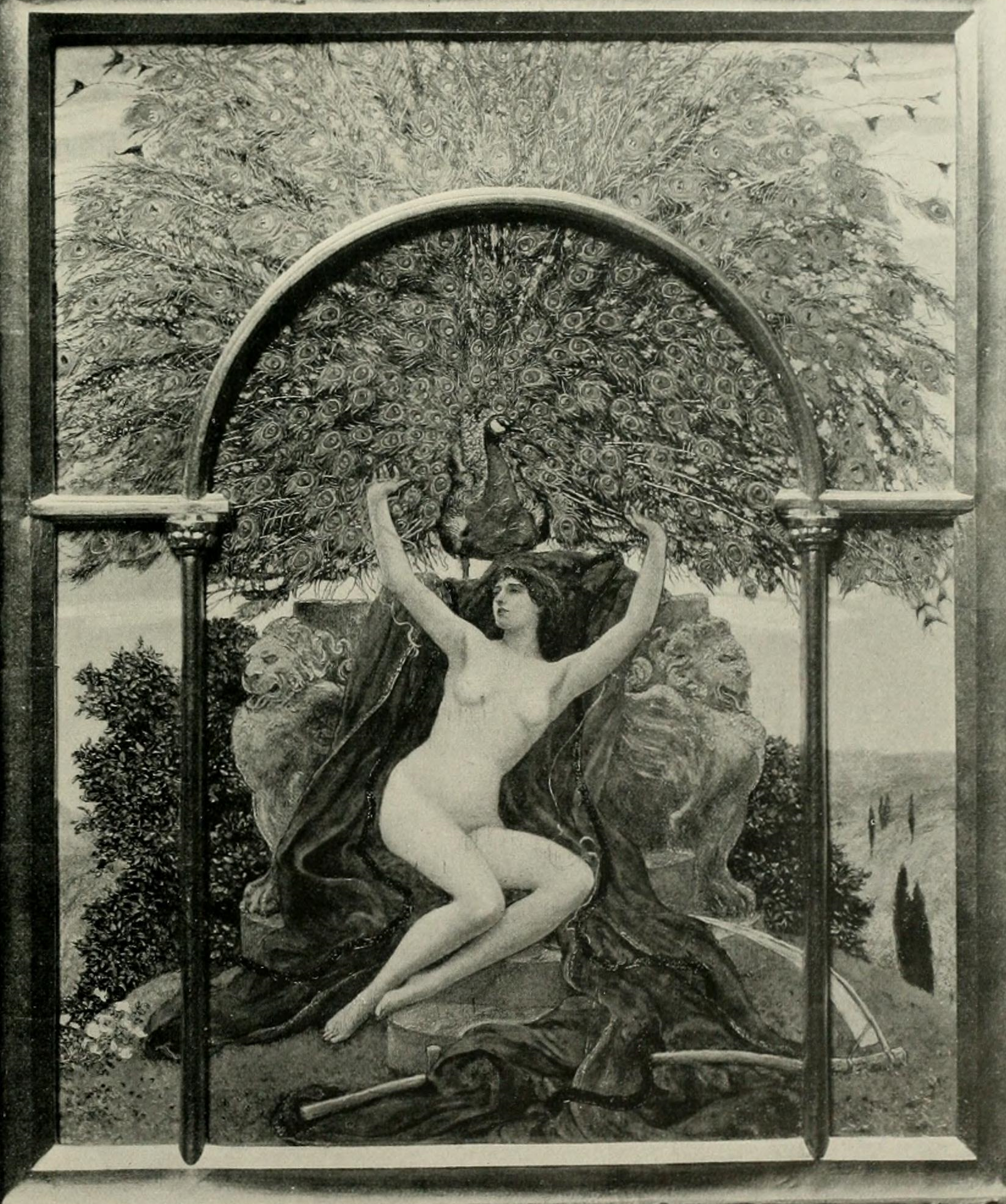
Beauty's Altar, (1900)
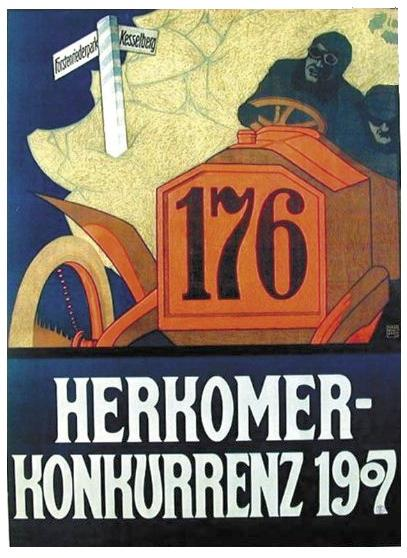
Affiche pour le rallye automobile initié par Herkomer (1907).

## Écrits
- Art Tuition, (Peacock, Printer, 1882; p19) - exposé à l'hôtel de ville de Birmingham le 10 février 1882.
- The Pictorial Music Play. (The Magazine of Art, July 1889, pp. 316–324)[3].
- Scenic Art. (The Magazine of Art, July 1889, pp. 316–324)[3].
- Autobiography of Hubert Herkomer (imprimé pour distribution privée, 1890, p71).
- Etching and Mezzotint Engraving (Macmillan, London 1892, p107).
- A new Black and White Art, 1896, p58.
- A certain phase of lithography (Macmillan, London 1910, p38) - un exposé à Lululand pour les invités, le 27 janvier 1910.
- My School and my Gospel (London : A. Constable and Co. Ltd., 1908)[4].
- The Herkomers. Vol. 1. (Macmillan, London 1910).
- The Herkomers. Vol. 2. (Macmillan, London 1911)[4].